# Nancy Crater (artiste)
 (février 2023).
La mise en forme du texte ne suit pas les recommandations de Wikipédia : il faut le « wikifier ».
Les points d'amélioration suivants sont les cas les plus fréquents. Le détail des points à revoir est peut-être précisé sur la page de discussion.
- Les titres sont pré-formatés par le logiciel. Ils ne sont ni en capitales, ni en gras.
- Le texte ne doit pas être écrit en capitales (les noms de famille non plus), ni en gras, ni en italique, ni en « petit »…
- Le gras n'est utilisé que pour surligner le titre de l'article dans l'introduction, une seule fois.
- L'italique est rarement utilisé : mots en langue étrangère, titres d'œuvres, noms de bateaux, etc.
- Les citations ne sont pas en italique mais en corps de texte normal. Elles sont entourées par des guillemets français : « et ».
- Les listes à puces sont à éviter, des paragraphes rédigés étant largement préférés. Les tableaux sont à réserver à la présentation de données structurées (résultats, etc.).
- Les appels de note de bas de page (petits chiffres en exposant, introduits par l'outil «  Source ») sont à placer entre la fin de phrase et le point final[comme ça].
- Les liens internes (vers d'autres articles de Wikipédia) sont à choisir avec parcimonie. Créez des liens vers des articles approfondissant le sujet. Les termes génériques sans rapport avec le sujet sont à éviter, ainsi que les répétitions de liens vers un même terme.
- Les liens externes sont à placer uniquement dans une section « Liens externes », à la fin de l'article. Ces liens sont à choisir avec parcimonie suivant les règles définies. Si un lien sert de source à l'article, son insertion dans le texte est à faire par les notes de bas de page.
- La présentation des références doit suivre les conventions bibliographiques. Il est recommandé d'utiliser les modèles {{Ouvrage}}, {{Chapitre}}, {{Article}}, {{Lien web}} et/ou {{Bibliographie}}. Le mode d'édition visuel peut mettre en forme automatiquement les références.
- Insérer une infobox (cadre d'informations à droite) n'est pas obligatoire pour parachever la mise en page.

Pour une aide détaillée, merci de consulter Aide:Wikification.
Si vous pensez que ces points ont été résolus, vous pouvez retirer ce bandeau et améliorer la mise en forme d'un autre article.
 (mai 2008).
Si vous disposez d'ouvrages ou d'articles de référence ou si vous connaissez des sites web de qualité traitant du thème abordé ici, merci de compléter l'article en donnant les références utiles à sa vérifiabilité et en les liant à la section « Notes et références ».
Nancy Crater, née en 1964 à Nice, est une artiste éclectique qui travaille autant la peinture que la sculpture ou la performance.

## Biographie
- a. Enfance, traumatismes et premier contact avec l'art.

Nancy Crater grandit à Saint-Laurent-du-Var (Alpes-Maritimes) entre ses deux parents photographes de mode. Elle s'initie très tôt, elle aussi, à la photographie sous l'influence de sa mère. Intelligente mais dissipée, elle ne fait pas l'unanimité chez ses professeurs et sera souvent réprimandée pour sa rêverie. Elle atteint à peine l'âge de 11 ans lorsque sa mère meurt dans un accident de voiture après une séance photo.
Nancy Crater considère à cet instant la photographie comme un art dangereux car cause de la mort de sa mère et décide de ne plus jamais la pratiquer, ni d'en être le sujet.
La mort de sa mère est une fêlure ; mais cela la pousse dans la peinture, nouvelle expérience qui lui permettra d'évacuer en partie son mal être. C'est à partir de cette période (vers 13 ans) que le thème de l'anonymat fait son apparition chez Nancy Crater. Son refus catégorique d'être prise en photo lui fit penser rapidement à porter un masque, l'idée lui plût et ce thème fut l'un des plus exploités par l'artiste dès cet instant. Son père, en dépression depuis la mort de sa femme, se suicide. Deuxième coup dur pour la jeune adolescente de 17 ans qui, totalement déstabilisée, sera inscrite en pensionnat catholique par ses grands parents, incapables de s'occuper d'elle, pour faire sa dernière année de lycée.
- b. Début et reconnaissance en tant qu'artiste.

Jouissant d'une certaine aisance financière (héritage et aide de ses grands parents), elle se dirige à sa majorité vers une école d'art : l'école des Beaux-Arts de Toulon. Elle y approfondit son niveau technique en peinture et découvre une nouvelle discipline qui sera, elle aussi, très présente dans son œuvre : la sculpture.
Enfin sa tristesse se calme un peu et laisse place à une réflexion profonde sur l'anonymat, la foule, et le rapport entre la matière, le temps et l'espace. C'est ici que l'œuvre de Nancy Crater, telle que nous la connaissons tous, commence.
	À 23 ans, elle sort diplômée. Sa statue sans visage et sa toute première série de masques en travaux, elle décide de continuer à faire ce qu'elle aime tout en commençant à travailler comme standardiste dans une grande société publicitaire. En 1987, elle rencontre et se lie d'amitié avec l'artiste Pierrick Sorin lors d'une manifestation artistique à Nantes, le goût de l'artiste pour le déguisement et le dédoublement plaît à Nancy Crater, ils commencent alors à travailler ensemble.
	C'est en 1993, dans un style marqué et original, qu'elle participe à Anvers (toujours avec Pierrick Sorin) à l'exposition "Rien d'autre que des rencontres". À l'entrée de la galerie, elle fait distribuer à tous les visiteurs des masques blancs, avec Pierrick Sorin tous deux également masqués, ils peuvent librement discuter de leur travaux avec les visiteurs. Bénéficiant d'un certain succès, cette exposition fut l'occasion de lancer la carrière de Nancy Crater (ainsi que celle de Pierrick Sorin) sur le plan national, puis international.
- c. Actuellement.

Depuis 1993, les expositions se suivent, mais ne se ressemblent pas. Impossible en effet de trouver l'origine de cette imagination qui semble sans limite, de ne pas regarder en 1999 ces photographies immenses de masques qui font peser sur vous le poids de leurs regards… ou encore de refuser de se faire "tatouer" un code barre pour pouvoir passer la porte-lecteur qui mène à l'exposition "Acheter ! Personne ne sait qui vous vendra !" en 2000 à Lyon. Cet été, pendant la biennale de Venise, ses œuvres dans la section Aperto ont connu un franc succès. On remarquera notamment un article sur le sujet dans le Art Press du mois d'août 2007. Pour ce qui est de l'année 2008, une exposition consacrée exclusivement à la sculpture serait prévue pour le mois de mai…

## Son œuvre
- A. Techniques et démarche.
- 1. Techniques.
- -Sculpture : La sculpture de Nancy Crater est très aérienne, très lisse malgré l'utilisation de matériaux lourds comme le plomb, l'acier, le marbre et le bronze. En effet, pour elle, le poids représente celui de la masse de l'Humain, du groupe, de l'ensemble, des foules. L'aspect lisse, aérien, représente le "bon fonctionnement" et le conditionnement dans lequel l'Homme s'enferme, espérant se protéger du propre danger qu'il engendre.
- -Peinture : Chez Nancy Crater, lorsque nous parlons de peinture, il ne faut pas comprendre "peinture uniquement", elle aime inclure dans ses travaux des collages divers (tissu, plastique, papier, cuir, sable, verre, …), et inclure ses tableaux dans un espace mis en scène, de façon à incorporer le spectateur dans son œuvre, comme si, lui aussi, était matière et outils.
- 2. Démarche.

Depuis la mort de sa mère, et le refus de se faire prendre en photo ainsi que de la pratiquer, Nancy Crater a fait se développer sa pensée sur les thèmes de l'anonymat et de la foule principalement.
La démarche de Nancy Crater pourrait se résumer ainsi : L'homme est unique, certes, mais il fait partie d'un ensemble : l'Homme se soumet à des règles qu'il crée pour se rassurer. Pour ce faire, l'homme devient une entité indissociable du groupe, de l'ensemble, afin de ne pouvoir être ciblée de façon particulière (le poids en sculpture, les formes de fond dans ses peintures), ensuite pour que "l'illusion" soit complète et permanente, il se soumet aux règles qu'il crée à cet effet (le côté lisse des sculptures et des fonds). L'artiste, lui, est celui qui revendique son unicité, son originalité (formes originales des sculptures ou formats des toiles, il est aussi celui qui, de par son originalité, va agresser le monde qui l'entoure car conscient d'Être et d'être différent des autres (souvent symbolisé par les quelques angles de ses sculptures qui semblent vouloir s'échapper de l'ensemble ainsi que les collages de matériaux bruts ou métalliques dans ses toiles). Enfin elle estime que l'artiste, pour exister, n'a pas besoin d'un visage (les masques) et que ceux qui peuvent penser et vivre différemment, sont capables de s'identifier sur un masque, ou sur une tête sans visage (d'où les sculptures d'homme et de femme sans visage). C'est une recherche de la différence par rapport aux autres, et une profonde envie de trouver des semblables…
- B. Quelques grandes œuvres.

Nous parlerons ici de deux grandes œuvres de Nancy Crater :
-Son diptyque Grands masques 7 et 8
-Sa sculpture On a tous un NO/YES dans notre ZIP
	Le diptyque Grands masques 7 et 8 est l'un des premiers travaux exposés par l'artiste (1999). Il est donc constitué de deux grandes photographies (3 mètres sur 5) retravaillées à la peinture et auxquelles ont été incorporés différents matériaux de type "roue" en bois, chaîne en métal, morceau de plastique et de plexiglas. Le travail est mis en scène de la façon suivante : les panneaux sont installés à la manière d'un livre ouvert et le spectateur est censé se placer entre les deux.
La taille écrasante de ces deux photographies, les visages sans expressions des deux masques qui semblent légèrement inclinés vers vous ainsi que l'ombre que les deux "entités" jette sur vous donne l'impression d'être épié, dominé et comme jugé par ces deux visages rendus effrayants par leur inhumanité.
	Ces visages inhumains sont les symboles de la foule et "du peuple", rendu insensibles par une société qui d'après Nancy Crater "pousse à la cruauté, l'avarice et à l'animalité". Pour elle, l'impression d'être jugé par les siens pousse à se remettre en question "via le réflexe très humain qui nous met en position de victime lorsque le contexte est dérangeant" afin de se dissocier de ce groupe, pour devenir unique et à en prendre conscience.
	La quête artistique principale de Nancy Crater par rapport aux "autres" est de leur faire prendre conscience qu'ils sont des électrons libres dans un système où le publicitaire nous transforme en images fixes et sans vie. L'Homme a le pouvoir d'être ce qu'il espère être, et non pas ce que l'image voudrait de lui.".
	La sculpture On a tous un NO/YES dans notre ZIP est une sculpture contemporaine réalisée en 2006 aux tendances rappelant le Pop art.
	Le socle est une voiture concassée (en cube) ayant appartenu à Pierrick Sorin (qui continue à participer de façon anecdotique à quelques-uns de ces travaux) sur laquelle est fixée, face aux spectateurs, une plaque de bronze portant le titre de l'œuvre gravé.
	La sculpture est une sorte de "poche" en métal a moitié fermé par un "ZIP", à l'intérieur de celle-ci, on peut voir différents objets qui pourraient appartenir à n'importe quel jeune d’aujourd'hui : un chewing-gum, quelques pièces de monnaie, un ticket de métro et un morceau de papier froissé sur lequel on peut lire :
" Cassandra :
06-78-45-25-10
No ? Yes ?
…"
Cette sculpture se présente comme un questionnement sur la nature nouvelle des relations entre les jeunes. C'est surtout le monde des boites de nuits qui est ciblé ici, lieu de rencontre favori des jeunes ces dernières années.
Le chewing-gum est le symbole de la jeunesse, l'argent et le ticket de métro celui de la faciliter de déplacement acquise par les jeunes de nos jours et le papier, le symbole de la rencontre entre adolescents, montré ici crûment, de façon désabusée et provocante.

## Citations.
- "Vous remarquerez que dans mes travaux, il n'y a pas de personnage, il n'y a que des matières. Dans la foule, l'être perd son identité et son humanité. Dans la foule, l'homme devient objet."
- " Il est important que le spectateur fasse partie intégrante de mon travail, ainsi, il en devient un élément à part entière et un acteur dont la réaction est capitale pour le bon déroulement de l'action engendrée par l'œuvre. D'ailleurs, il n'est pas rare que certains de mes travaux soient interprétés de façon totalement différente de celle recherchée, mais je m'en suis accommodée car après tout, le sens est là où l'Homme veut le trouver."
- "J'ai la plus haute idée, et la plus passionnée, de l'art. Bien trop haute pour consentir à le soumettre à rien. Bien trop passionnée pour vouloir le séparer de rien ."
- " La vie imite l'art, bien plus que l'art n'imite la vie"